# Laxenecera chrysonema
Laxenecera chrysonema là một loài ruồi trong họ Asilidae. Laxenecera chrysonema được Oldroyd miêu tả năm 1970. Loài này phân bố ở vùng nhiệt đới châu Phi.